# 九龙口镇
九龙口镇，是中华人民共和国江苏省盐城市建湖县下辖的一个乡镇级行政单位。

## 行政区划
九龙口镇下辖以下地区：
蒋营社区、九龙口村、合荡村、收成村、五谷村、金徐村、梅苏村、太绪村、竹元村、梁泽村、亥河村和公兴村。